# Avelino Fernández Alonso
Avelino Fernández Alonso, nacido en Nigrán, es un político gallego del PPdG, alcalde de Nigrán desde junio de 1987 hasta junio de 1995.

## Biografía
Aparejador municipal y empresario. Encabezó las listas de Alianza Popular de Nigrán en 1987 siendo elegido Alcalde.
En las siguientes elecciones municipales de 1991 encabezó las listas del Partido Popular de Nigrán, ganando la alcaldía una vez más. En 1999, abandona el Partido Popular de Nigrán para fundar el P.I.N.N. (Partido Independiente de Nigrán).